# الدوري التشيكوسلوفاكي 1954
الدوري التشيكوسلوفاكي 1954 هو الموسم 48 من الدوري التشيكوسلوفاكي ‏. أشرف على تنظيمه اتحاد جمهورية التشيك لكرة القدم، وكان عدد الأندية المشاركة فيه 12، وفاز فيه سبارتا براغ.